# 하인리히 비버
하인리히 이그나츠 프란츠 폰 비버(Heinrich Ignaz Franz von Biber, 1644년 8월 12일 - 1704년 5월 3일)는 체코의 작곡가이다.

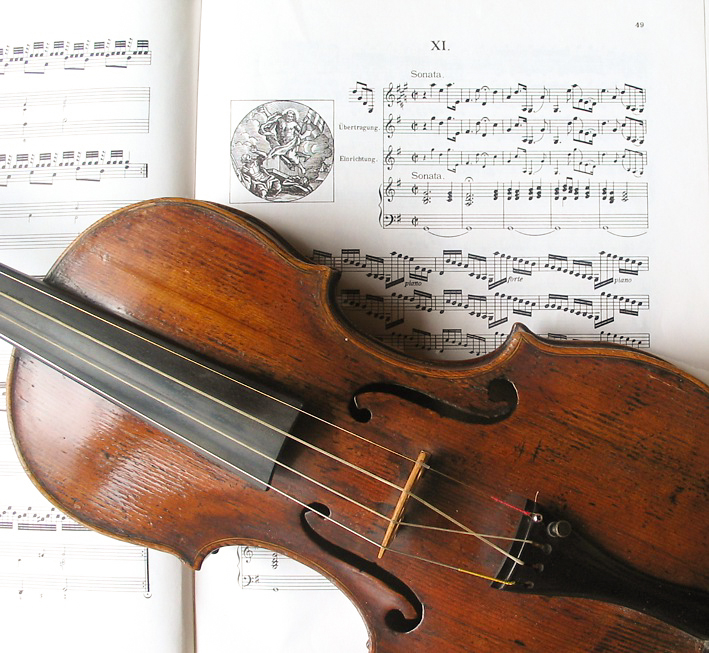
16개의 《로자리오 소나타》에서 비버는 변칙조율을 썼는데, 특히 11번 소나타의 경우 2번줄과 3번줄을 바꿔서 끼도록 되어 있다.

그는 카논과 같은 곡을 쓰는 것과 화성을 쓰는 데에 있어서 바로크 작곡가보다 시대적으로 앞서 있었다. 그는 바이올리니스트이기도 했는데, 그의 작품 가운데 일부는 변칙조율을 쓴 것으로 유명하다.